# Псевдокомитатенси
Псевдокомитатенси (на латински: pseudocomitatensis) са наричани военните части от полевите армии (комитати – comitatus) на късната Римска империя,
които първоначално са влизали в състава на римските гранични войски.
След поражението на римляните в битката при Адрианопол на 9 августа 378 г., проличава острият недостиг на добре обучена и въоръжена тежка пехота за частите на полевите армии – комитатенсите. Тогда от най-боеспособните поделения на лимитаните били формирани и включени в състава на комитатите цели легиони с ранг псевдокомитатенси.
За първи път такива части се появяват след реформата на Диоклециан (упр. 284 – 305), когато войската е разделена на полеви армии – комитати, и гранични войски – лимитани. Първоначално при военни операции в граничните провинции подразделенията на лимитаните са били включвани в състава на комитатите, получавайки ранг псевдокомитатенси, а след края на операцията са се връщали обратно на границата. Поради желанието на Императорите да разполагат с по-големи военни сили под тяхно командване, и обособяването на комитатите като регионални армии – по една във всеки диоцез – все по-голям брой гранични части остават за постоянно в състава на полевите армии.
При включването им в състава на комитатите, псевдокомитатенсите са получавали същото въоръжение и са участвали в сраженията наравно с частите на комитатенсите.
Въпреки това те оставали с по-нисък статут и съответно с по-ниско заплащане.

## Списък на частите с рангпсевдкомитатенси
виж същоЛегиони на късната Римска империя
Части, споменати в Нотиция Дигнитатум:

### подчинени на западнияMagister Peditum(„Генерал на пехотата“)
1. Prima Alpina – Legio I Iulia Alpina;
2. Secunda Iulia Alpina – Legio II Iulia Alpina;
3. Lanciarii Lauriacenses;
4. Lanciarii Comaginenses;
5. Taurunenses;
6. Antianenses;
7. Pontinenses;
8. Prima Flavia Gallicana Constantia – Legio I Flavia Gallicana Constantia;
9. Martenses;
10. Abrincateni;
11. Defensores seniores;
12. Mauri Osismiaci;
13. Prima Flavia Metis – Legio I Flavia Martis?;
14. Superventores iuniores;
15. Constantiaci;
16. Corniacenses;
17. Septimani;
18. Romanenses;

### подчинени на източнияmagistri militum praesentalis(„Командващ ескортиращата императора армия“)
Auxiliarii sagittarii;

### подчинени на източнияMagister Militum per Orientem(„Магистър милитум на Ориента“)
1. Prima Armeniaca (I Арменски легион);
2. Secunda Armeniaca (II Арменски легион);
3. Fortenses auxiliarii;
4. Funditores;
5. Prima Italica – Legio I Italica;
6. Quarta Italica – Legio IV Italica;
7. Sexta Parthica – Legio VI Parthica;
8. Prima Isaura sagittaria – Legio I Isaura Sagittaria;
9. Balistarii Theodosiaci;
10. Transtigritani;

### подчинени на източнияMagister Militum per Illyricum(„Магистър милитум на Илирик)
1. Timacenses auxiliarii.
2. Felices Theodosiani iuniores.
3. Bugaracenses;
4. Scupenses;
5. Ulpianenses;
6. Merenses;
7. Secundi Theodosiani;
8. Balistarii Theodosiani iuniores;
9. Scampenses;